# Латвийская белая свинья
Латвийская белая порода свиней (латыш. Latvijas baltā) — специализированная порода свиней мясного типа.
Выведена в 1967 году в Латвийской ССР. Селекцией породы занимался Латвийский НИИ животноводства и ветеринарии. Одним из известных хозяйств, на базе которого занимались разведением породы, стал колхоз имени Кирова Лудзенского района. В 1987 году рентабельность выращивания этой породы в колхозе имени Кирова составила около 200 %. По результатам селекционной работы колхоз был удостоен переходящего Красного Знамени ЦК КПСС за победу во Всесоюзном социалистическом соревновании. Зоотехник колхоза Альберт Петрович Кейдан, участвовавший в селекции свиней, был награждён званием Героя Социалистического Труда.
В 1987 году был выведен новый заводской тип свиней латвийской белой породы ЛАЛБ-Б-1.
Свиньи данной породы носят ярко выраженный беконный тип. Туловище длинное, крупные окорока. Живая масса: хряков — 285—318 кг, маток — до 285 кг. Плодовитость 11—12 поросят. Молодняк достигает живого веса 95 килограмм в возрасте 6 месяцев. Выход мяса в туше 55 % от живого веса.